# Colonia delle Hawaii
La Colonia delle Hawaii fu un'effimera colonia dell'Impero britannico creata dopo l'occupazione delle Hawaii da parte di George Paulet nel 1843.

## Storia

### Antefatti
R. D. Thomas. Richard Charlton all'inizio del 1843 disse a Paulet, capitano della HMS Carysfort, che ai cittadini britannici residenti nelle Hawaii venivano negati i principali diritti, come quelli civili e che le Hawaii erano sottoposte a una disputa. Paulet chiese a Richard Darton per indagare e arrivò a Honolulu per parlare con Kamehameha III, ma gli venne detto che il re sarebbe arrivato dopo sei giorni. La lettera del 16 febbraio, anche se mantenne il tono cordiale della precedente corrispondenza diplomatica, esigeva più condizioni:
"Ho l'onore di accogliere Vostra Maestà in questo porto nella Nave Britannica di Sua Maestà al mio comando e vorrei fare un'intervista con lei, alla quale procederò con un interprete competente e corretto."
Il re replicò che Gerrit P. Judd si sarebbe occupato di ogni comunicazione scritta. Questo fece infuriare Paulet che si rifiutò di parlare con lui e chiese condizioni più specifiche. Il 17 febbraio Paulet avvertì il capitano della USS Boston:
"Signore, ho l'onore di dirle che con la Nave Britannica di Sua Maestà Carysfort, sotto il mio comando, sarò pronto ad attaccare la città alle 4 del pomeriggio se le richieste non saranno compilate in tempo dal Re. Signore, ho l'onore di essere il suo più obbediente servitore, Capitano George Paulet."
La USS Boston non interferì. Il 18 febbraio il governo hawaiano scrisse che poteva provare ad attenersi alle sue richieste protestando e speravano che una missione diplomatica a Londra potesse risolvere il conflitto. Dal 20 al 23 febbraio gli incontri furono tenuti da Alexander Simpson, consultandosi con Paulet e il Re, che fu d'accordo nel riaprire le dispute, ma rifiutò di ignorare il processo giudiziario.

### Cessione delle Hawaii e contrasti tra il Regno Unito e gli Stati Uniti
Il 25 febbraio le Hawaii vennero cedute a Paulet, che fu designato a una commissione per essere lui stesso il governatore, ammainò la bandiera hawaiana e innalzò quella britannica, ma ufficialmente non venne mai riconosciuto come tale.
James F. B. Marshall, un mercante americano della Ladd and Company, venne invitato a bordo della USS Boston, dove incontrò segretamente il ministro del Regno delle Hawaii Judd, che diede a Marshall l'ordine di convocare una commissione d'emergenza e lo inviò a Londra per decidere se le Hawaii dovessero rimanere indipendenti o no. Paulet mandò Alexander Simpson in Inghilterra in modo che il suo caso potesse essere ascoltato per primo. La nave hawaiana Hoikaika venne ribattezzata Albert, e sia Simpson che Marshall salparono per San Blas, in Messico. Il 12 aprile lasciarono la città via terra e raggiunsero Veracruz il 10 maggio. Simpson raggiunse l'Inghilterra, mentre Marshall arrivò a Boston negli Stati Uniti il 2 giugno. La notizia si diffuse sulla stampa americana, e Marshall incontrò il 4 giugno il Segretario di Stato Daniel Webster e il futuro ministro delle Hawaii Henry A. Peirce. Webster gli diede una lettera per Edward Everett che era ministro americano nel Regno Unito.
Marshall arrivò a Londra il 30 giugno e incontrò Everett. William Richards e Timothy Ha'alilo, da Parigi, gli informarono che l'indipendenza delle Hawaii sarebbe stata rispettata. 

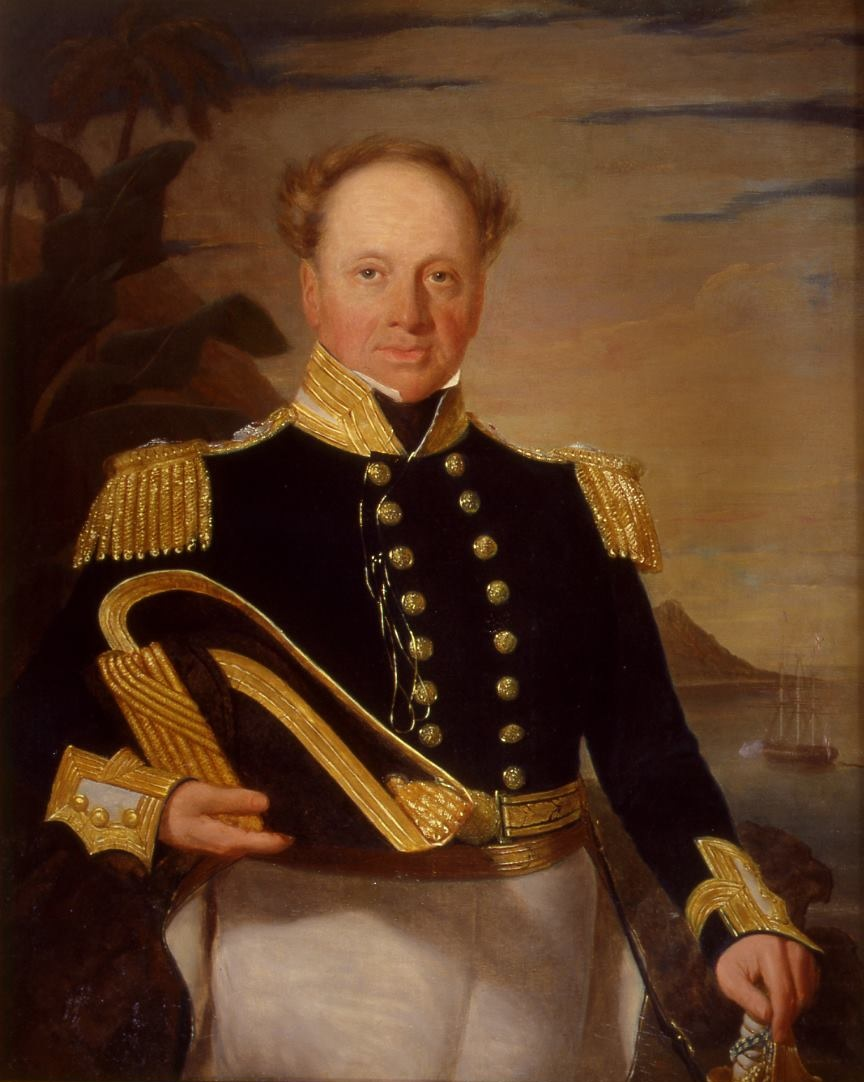
Richard Darton Thomas

La USS Constellation arrivò a Honolulu al comando di Lawrence Kearny all'inizio di luglio. L'agente americano William Hooper protestò contro la decisione di Kearny. Il commodoro americano Thomas ap Catesby Jones arrivò con la USS United States il 22 luglio e sbarcò ad Hilo sull'isola di Hawaii dove si consultò con il missionario americano Titus Coan. A questo punto l'ammiraglio Thomas udì notizie contrastanti sugli sviluppi per la questione delle Hawaii e seppe che Jones aveva occupato brevemente Monterey e alcuni storici pensano che stesse cercando di calmare le acque prima che scoppiasse un conflitto su vasta scala.
Il 26 luglio l'ammiraglio Thomas salpò con destinazione il porto di Honolulu sulla sua nave ammiraglia HMS Dublin e intervistò il re. Il 31 luglio, con l'arrivo delle navi da guerra americane, Thomas dichiarò che era stata ripristinata la sovranità del Regno a patto che venissero protetti i cittadini britannici. Nel luogo dove venne re-issata la bandiera delle Hawaii venne costruito un parco nel centro di Honolulu chiamato Thomas Square in suo onore. Il 31 luglio da allora si celebra la festa del Giorno della restaurazione (Lā Hoʻihoʻi Ea). Una frase di Kamehameha III divenne il motto delle Hawaii, ed è inclusa nello stemma hawaiano ovvero Ua Mau ke Ea o ka ʻĀina i ka Pono ("La vita della terra viene perpetuata nella giustizia"). L'occupazione durò solo per 6 mesi.